# 龔心湛
龔 心湛（きょう しんたん）は、清末、中華民国の政治家。清代末期に地方官僚をつとめ、民国時代には北京政府で主に財務官僚として高官となる。また、安徽派に属し、一時は臨時国務院総理となった。字は仙洲、仙丹。

## 事績
監生（国子監の学生）で、卒業後にイギリスに留学した。日本、アメリカ、フランス、イタリア、フィリピンなどで公使館の随員となる。帰国後は、広東知府兼署理按察使に任命され、さらに欽廉兵備道も兼ねた。さらに、雲南臨安開広道、雲南提法使も歴任している。
1912年（民国元年）以降、武昌造幣廠廠長、漢口中国銀行行長、賑撫局督弁、安徽省国税籌備処処長、財政司司長を歴任した。1914年（民国3年）、安徽省財政庁庁長となる。1915年（民国4年）6月、北京政府財政部次長に昇進し、さらに塩務署督弁も兼ねた。同年12月、督弁経界局事務に任命される。1916年（民国5年）4月、参政院参政となる。
1918年（民国7年）11月、安徽省省長に任命されたが、就任しなかった。1919年（民国8年）1月、北京政府財政部総長兼幣制局督弁兼造幣廠総裁に就任する。同年6月から3か月間、一時的に国務総理を代行した。
1924年（民国13年）11月、段祺瑞執政政府で内務部総長兼揚子江水道討論委員会会長兼賑務督弁となった。1925年（民国14年）11月、署交通部総長となり、12月、正式に交通部総長に任命された。1926年（民国15年）4月、辞任している。翌年6月、耀華玻璃公司総董に任命され、12月、督弁京都事宜を兼任した。
晩年は天津に居住し、銀行や保険会社で董事長（理事長）などをつとめた。1942年（民国31年）3月30日、南京国民政府（汪兆銘政権）の華北政務委員会が設置した諮詢会議の委員に任命された。
1943年（民国32年）12月14 日、天津で死去。享年75（満74歳）。

## 注
1. 1 2  徐沅(2011)、311頁に「生于同治己巳年四月二十二日、薨于民国三十二年癸未十一月十七日、春秋七十有五」と旧暦での記載がある。
2. ↑  徐友春主編(2007)、2852頁は、「1871年（同治10年）」としているが、誤りと思われる。